# Highlands Ranch
Highlands Ranch è un centro abitato (census-designated place) degli Stati Uniti d'America, situato nella contea di Douglas dello Stato del Colorado. Nel censimento del 2000 la popolazione era di 70.931 abitanti.

## Geografia fisica
Secondo i rilevamenti dell'United States Census Bureau, Highlands Ranch si estende su una superficie di 61,0 km².